# رمز المنطقة الطبيعية
هذه المقالة تدور حول نظام الترميز الجغرافي غير المستخدم.
رمز المنطقة الطبيعية (Natural Area Code) (أو العنوان العالمي (Universal Address)) هو نظام للترميز الجغرافي كان يُستخدم لتحديد منطقة في أي مكان على الأرض، أو حجم مساحة في أي مكان على الأرض. كان يستخدم نظام العد الثلاثيني thirty alphanumeric characters والذي يستخدم حروفًا أبجدية مع الأرقام بدلاً من عشرة أرقام فقط المستخدمة في النظام العشري، وهو ما جعله أقصر من مكافئه لخط العرض / الطول العددي.

## نظام ثنائي الأبعاد
بدلاً من خطوط الطول وخطوط العرض الرقمية على الكرة الأرضية المسطحة، يتم وضع شبكة تحتوي على 30 صفًا و30 عمودًا - تعنون كل خلية بالأرقام من 0 إلى 9 ثم الحروف الساكنة من الأبجدية اللاتينية. يمكن تقسيم خلية مرارًا وتكرارًا إلى شبكات أصغر لتنتج مساحة صغيرة.
يمثل رمز المنطقة الطبيعية مساحة على الأرض - كلما كان رمز المنطقة الطبيعية أطول، كانت المساحة أصغر. يمكن لرمز مكون من عشرة أحرف تحديد أي مبنى أو منزل أو كائن ثابت بشكل فريد في العالم. يحدد رمز المنطقة الطبيعية المؤلف من ثمانية أحرف مساحة لا يزيد حجمها عن 25 مترًا في 50 مترًا، بينما لا يتجاوز حجم خلية الرمز المكونة من عشرة أحرف 0.8 مترًا في 1.6 متر.
باستخدام نظام الأرقام ذات القاعدة 30، يستخدم الترميز طريقة بديلة تستبعد حروف العلة مع تتجنب الخلط المحتمل بين الرقم "0" (صفر) والحرف "O" (أو "o")، وكذلك بين الرقم "1" (واحد) وحرف "I" (أو "i"):
| عدد عشري | 0  | 1  | 2  | 3  | 4  | 5  | 6  | 7  | 8  | 9  | 10 | 11 | 12 | 13 | 14 |  |  |  |
| قاعدة 30 | 0  | 1  | 2  | 3  | 4  | 5  | 6  | 7  | 8  | 9  | B  | C  | D  | F  | G  |  |  |  |
|          |    |    |    |    |    |    |    |    |    |    |    |    |    |    |    |  |  |  |
| عدد عشري | 15 | 16 | 17 | 18 | 19 | 20 | 21 | 22 | 23 | 24 | 25 | 26 | 27 | 28 | 29 |  |  |  |
| قاعدة 30 | H  | J  | K  | L  | M  | N  | P  | Q  | R  | S  | T  | V  | W  | X  | Z  |  |  |  |

على سبيل المثال، فإن الرمز المكون من عشرة أحرف لوسط مدينة بروكسل هو HBV6R   RG77T.

## توسيعه إلى ثلاثة أبعاد
يوفر نظام الترميز الكامل إحداثيًا ثالثًا: وهو الارتفاع. هذا الإحداثي هو قوس الارتفاع، نسبة إلى نصف قطر الأرض، ويتم قياسه بحيث تكون نقطة الصفر (000 ...) في مركز الأرض، النقطة الوسطى (H00 ...) هي نصف قطرها المحلي للمكان، أي سطح الأرض، ونقطة النهاية (ZZZ ...) في اللانهاية.
على سبيل المثال: الرمز ثلاثي الأبعاد لوسط مدينة بروكسل عند مستوى سطح الأرض هو: HBV6R RG77T H0000.

## نقد الترميز
```
نظام رمز المنطقة الطبيعية مرتبط بشدة بـ 
en:Encumbrance#IP
. حيث تدعي الشركة حقوق الطبع والنشر على خوارزمية «القسمة على-30» و«أبجدية القاعدة 30» المستخدمة للتحويل من خط العرض / خط الطول إلى هذا الترميز. وهذا غير عادي لمثل هذه الخوارزمية البسيطة والمباشرة. حيث تنص الشركة على «القانونية والترخيص»:
[
2
]
```

«نظام ترميز المناطق الطبيعية هو معيار خاص يتطلب تراخيص لاستخدامه في أي تطبيقات باستثناء المستخدمين النهائيين. أي استخدامات لنظام ترميز المناطق الطبيعية أو أي من أنظمته المشتقة بما في ذلك أي خرائط بشبكات رمز المنطقة الطبيعية وأي أجهزة ذكية مثل أجهزة الكمبيوتر ونظام تحديد المواقع العالمي (GPS) تتطلب أجهزة الاستقبال أو معدات فرز البريد في أي من الأجهزة أو البرامج التي لديها القدرة على إدخال أو عرض أو استرداد أو تخزين أو معالجة نظام ترميز المناطق الطبيعية أو أي من أنظمتها المشتقة تراخيص من NAC Geographic Products Inc.»
هذا يعني أنه بدون ترخيص (وإذا كان بلدك يعترف بهذه المطالبات الأولية)، فلن يتمكن المستخدم من كتابة برنامج للتحويل بين نظام ترميز المنطقة الطبيعية والأنظمة الأخرى مثل خطوط الطول والعرض. فرضت هذه الشروط حدًا خطيرًا على انتشار استخدام هذا الترميز.

## روابط خارجية
- المنتجات الجغرافية NAC
- استخدم نظام الرمز البريدي العالمي الآن